# Laccogrypota juno
Laccogrypota juno är en insektsart som först beskrevs av William Lucas Distant 1909.  Laccogrypota juno ingår i släktet Laccogrypota och familjen spottstritar. Inga underarter finns listade i Catalogue of Life.